# Emotikon

Emotikon „smiling face” w wersji znakowej

Emotikon „smiling face” w wersji obrazkowej (emoji)

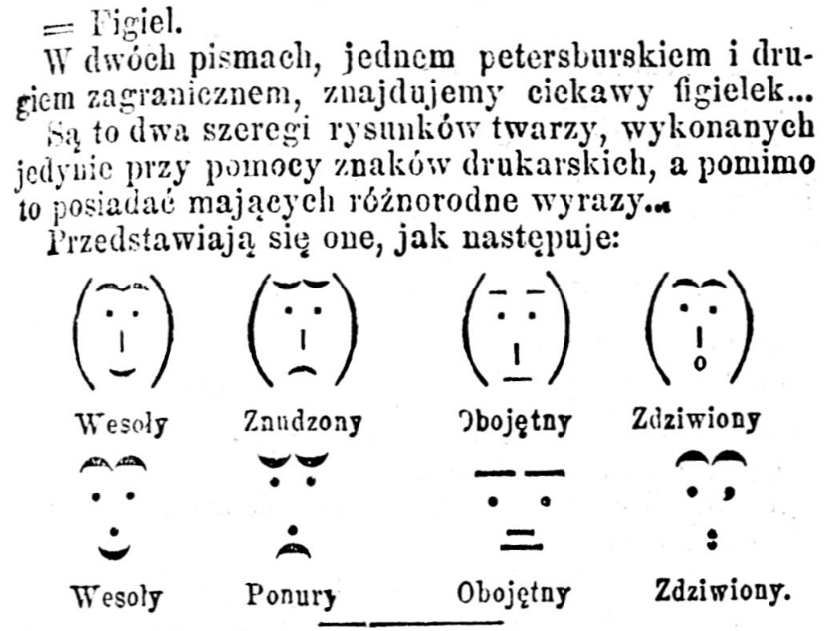
Protoemotikony z „Kurjera Warszawskiego”

Emotikon – ideogram złożony z sekwencji znaków typograficznych, służący do wyrażania emocji. Zwykle przedstawia grymas twarzy, obrócony o 90° w kierunku przeciwnym do ruchu wskazówek zegara. Wiele aplikacji przekształca emotikony w tzw. emoji, które to często są potocznie określane jako emotikony (obrazkowe), podczas gdy rzeczywiste emotikony określane są jako emotikony znakowe.

## Pochodzenie słowa
Słowo to powstało z połączenia angielskich słów emotion oraz icon, jednak nim zaczęto używać bitmap, jako ich substytutu, były tylko ciągiem znaków. Obecnie często rozszerza się ideę emotikonów, wprowadzając grafiki reprezentujące przedmioty i czynności, a nie tylko emocje. Według pierwszego wyjaśnienia polska forma powinna brzmieć „emotikon”, a według drugiego – „emotikona”. Właśnie dlatego to słowo jest używane zamiennie w formie żeńskiej i męskiej. Słownik języka polskiego PWN odnotowuje formę „emotikon”. W języku polskim potocznie używa się skróconej nazwy „emotka”.

## Historia
Znaczek :-) został użyty po raz pierwszy 19 września 1982 o godzinie 11:43 przez profesora Scotta Fahlmana z Carnegie Mellon University, jednak sam pomysł typograficznych emotikonów złożonych ze znaków przestankowych pojawił się w kilku artykułach prasowych, opublikowanych przed marcem 1881 r., w tym w Kurjerze warszawskim z 5 marca 1881 r.

## Przykładowe emotikony

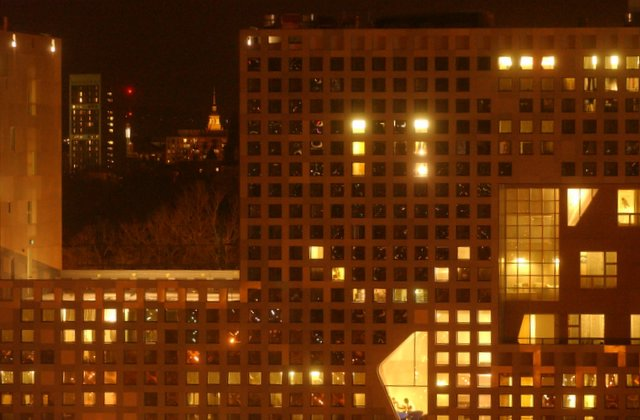
Skrócona wersja emotikonu „smiling face”

Większość emotikonów posiada warianty z „noskami” i bez nich. Na przykład emotikon „:-)” (z noskiem) jest równoważny „:)” (bez noska). Ze względu na szybkość pisania, częściej spotyka się emotikony bez nosków. Podobnie sytuacja ma się z języczkami, które występują nawet w kilku odmianach („=”, „-”, a także rzadko spotykany wężyk „=-”). Różnica polega na tym, że język zmienia znaczenie. Trudno jest powiedzieć, w jaki sposób; nie istnieją na to żadne szablony. Dwukropek jest też nieraz zastępowany przez znak równości, średnik lub literę „x”, np. zamiast „:)”, „:/” można napisać „=)”, „  =/”, „;)”, „;/” lub „x)”, „x/”. Często też – zamiast nawiasów okrągłych – używa się nawiasów kwadratowych. W niektórych wariantach emotikonów dwukropek występuje z prawej strony.
Przykłady:
- :) uśmiech
- ;) uśmiech z przymrużeniem oka
- :( smutek, zmartwienie
- :C duży smutek
- ;( lub :'( płacz
- :P pokazanie języka
- :D szeroki uśmiech
- :* pocałunek
- :O zdziwienie
- XD śmiech
- :/ grymas niezdecydowania/zniesmaczenia, sceptycyzm
- :| niezdecydowanie, brak emocji

## Kaomoji
Obecnie popularne są także (szczególnie wśród fanów popkultury japońskiej – otaku) emotikony zwane kaomoji. Powstałe w Japonii, do ich stworzenia często wykorzystywane są znaki z kanji, katakany i hiragany. Wyraz powstał z kombinacji słów kao (顔 – „twarz”), oraz moji (文字 – „znak”).
Przykłady:
- (๑˘︶˘๑), (◕‿◕), ＼(≧▽≦)／, UwU, OwO – uśmiech, radość, duma
- w(°ｏ°)w, ヽ(°〇°)ﾉ, (⊙_⊙), (OoO) – szok, zdumienie
- (￣︿￣), (T_T), ヾ( ￣O￣)ツ – smutek, złość
- (⁄ ⁄>⁄ ▽ ⁄<⁄ ⁄), (ง ื▿ ื)ว, (⁄ ⁄•⁄ω⁄•⁄ ⁄) – zawstydzenie
- (=^･ω･^=) – kot.